# Brallo di Pregola
Brallo di Pregola är en ort och kommun i provinsen Pavia i regionen Lombardiet i Italien. Kommunen hade 553 invånare (2018).